# Ilse Harms-Lipski
Ilse Harms-Lipski (* 20. Januar 1927 in Osterode (Ostpreußen); † 15. Dezember 2017) war eine deutsche Malerin und Illustratorin.

## Leben

### Familie
Ilse Harms-Lipski war die Tochter eines Musikers. Sie war mit dem späteren Studiendirektor Hermann Harms (1919–2012) verheiratet.
Seit 1958 lebte sie in Ratzeburg.

### Werdegang
Ilse Harms-Lipski studierte, nachdem sie ein Praktikum an der Werkkunstschule in Flensburg absolviert hatte, von 1948 bis 1952 an der Kasseler Kunstakademie (heute: Kunsthochschule Kassel). Sie besuchte dort die Klassen von Kai H. Nebel (Neue Sachlichkeit, Naturstudium) und Arnold Bode, der später der Initiator der Documenta wurde, sowie die Grafikklasse von Hans Leistikow und Kunstpädagogik bei Ernst Röttger.
Von 1952 bis 1960 arbeitete sie als Kunsterzieherin an Gymnasien in Flensburg, Rendsburg und Ratzeburg.
Seit 1960 war sie freischaffend tätig und beteiligte sich an zahlreichen Ausstellungen, unter anderem 1964 an der 12. Ausstellung der Malerinnen und Bildhauerinnen im Kieler Landeshaus, an den Jahresschauen Lübecker Künstler 1965, 1966, 1968 und 1972, sowie an Ausstellungen in Bonn und Paris; Einzelausstellungen fanden in Lübeck, Mölln, Ratzeburg, Geesthacht und Bonn statt. Kurz nach ihrem Tod erfolgte 2018 die Ausstellung „Heimat drei“ – Kunst als Aktion. 40 Jahre Haus Mecklenburg, ehemals Domkaserne, 1978–2018 – Ilse Harms-Lipski, Hans Bunge-Ottensen, Friedrich Franz Pingel in der Galerie AC Noffke in Ratzeburg.
Sie gründete, gemeinsam mit ihrem Ehemann, innerhalb des Heimatbundes und des Geschichtsvereins Kreis Herzogtum Lauenburg einen Aktionsausschuss für Umweltschutz und Denkmalpflege. 1971 organisierte sie die Umweltgroßveranstaltung Rettet den Ratzeburger See und sie war die Hauptinitiatorin des 1973 gepflanzten Ratzeburger Bürgerwaldes. In den 1970er Jahren initiierte sie die Aktion Saubere Landschaft und entwarf, gemeinsam mit dem Ratzeburger Maler Hans Bunge-Ottensen, großformatige Schautafeln. Anfang der 1990er Jahre fertigte sie Plakate und Schautafeln für eine Initiative gegen Elektrosmog.
1992 schuf sie den fehlenden Platonkopf im Ratssaal des Ratzeburger Rathauses und hatte 1999/2000 die künstlerische Leitung für den historischen Festzug in Lübeck.
Sie setzte sich auch für den Erhalt der baufällig gewordenen alten Domkaserne (heute: Haus Mecklenburg) in Ratzeburg ein und entwarf, gemeinsam mit einem von ihr geleiteten Malkurs der Volkshochschule Ratzeburg, 48 großformatige Fensterbilder, die dem verfallenden Gebäude auf der Domhalbinsel wieder Glanz verliehen.

### Künstlerisches Wirken
Der thematische Schwerpunkt der gegenständlichen Malerei und der Grafiken von Ilse Harms-Lipski, unter Verwendung der unterschiedlichsten Malmittel, lag im Bereich Mensch, Tier sowie Umwelt und deren fortschreitende Zerstörung. Sie übernahm auch  zahlreiche Auftragsarbeiten im öffentlichen Raum, darunter Entwürfe für Paramente in Kirchen in Schleswig-Holstein und Niedersachsen sowie die Gestaltung von Bühnenbildern für das Marionettentheater Fritz Fey.  Bei den verschiedensten Umwelt-Aktivitäten engagierte sie sich als Künstlerin mit der Gestaltung von Plakaten, Schautafeln und Flugblättern.
Sie illustrierte auch in verschiedenen Büchern, so unter anderem in den Gedichtbänden Bach in der Linse und Baum in der Linse.

## Ehrungen und Auszeichnungen
- 1979 erhielt Ilse Harms-Lipski den Kulturpreis der Stiftung Herzogtum Lauenburg zugesprochen.[11]
- Sie erhielt 1987 die Stadtplakette der Stadt Ratzeburg.

## Werke (Auswahl)
- Frank Lotichius; Ilse Harms-Lipski: Die Breitenfelder Kirche (Flyer). Hrsg.: Kirchengemeinde Breitenfelde. Eigenverlag, Breitenfelde.
- Possehl-Gesellschaft in Lübeck.